# Distretto di Jinning
Il distretto di Jinning (晋宁区S, Jìnníng QūP) è un distretto della Cina, situato nella provincia di Yunnan e amministrato dalla prefettura di Kunming.